# Gastrotheca

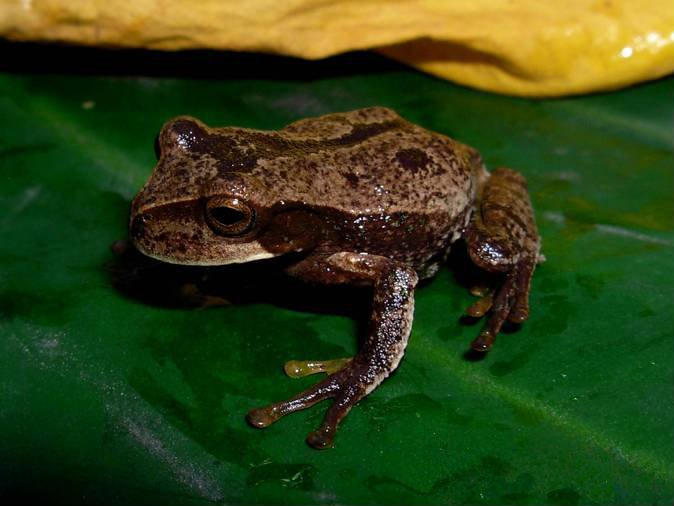
G. argenteovirens

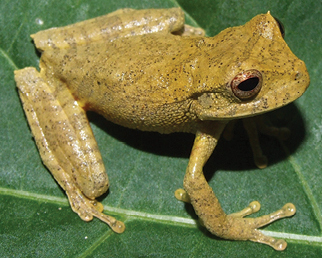
G. pulchra

Gastrotheca – rodzaj płazów bezogonowych z rodziny Hemiphractidae.

## Zasięg występowania
Rodzaj obejmuje gatunki występujące w Kostaryce i Panamie, północnej i zachodniej Ameryce Południowej na południe do północnej Argentyny; we wschodniej i południowo-wschodniej Brazylii.

## Systematyka

### Etymologia
- Gastrotheca: gr. γαστηρ gastēr, γαστρος gastros „brzuch”[14]; θηκη thēkē „skrzynia, szkatuła, sposób pochowania”[15].
- Notodelphys: gr. νωτον nōton „tył, grzbiet”[16]; δελφύς delphus „łono, macica”[17]. Gatunek typowy: Notodelphys ovifera Lichtenstein & Weinland, 1854 (młodszy homonim Notodelphys Allman, 1847 (Crustacea)).
- Nototrema:gr. νωτον nōton „tył, grzbiet”[16]; τρημα trēma, τρηματος trēmatos „dziura, otwór”[18]. Nazwa zastępcza dla Gastrotheca Fitzinger, 1843.
- Opisthodelphys (Opisthodelphis): gr. οπισθεν opisthen „z tyłu, w tyle”[19]; δελφύς delphus „łono, macica”[17]. Nazwa zastępcza dla Notodelphys Lichtenstein & Weinland, 1854.
- Amphignathodon: gr. αμφι amphi „dookoła, z obu stron”[20]; γναθος gnathos „żuchwa”[21]; οδους odous, οδοντος odontos „ząb”[22]. Gatunek typowy: Amphignathodon guentheri Boulenger, 1882.
- Duellmania: William Edward Duellman (ur. 1930), amerykański herpetolog[8]. Gatunek typowy: Hyla argenteovirens Boettger, 1892.
- Eotheca: gr. εως eōs lub ηως ēōs „świt, wczesny”; θηκη thēkē „skrzynia, szkatuła, sposób pochowania”[9]. Gatunek typowy: Nototrema fissipes Boulenger, 1888.
- Cryptotheca: gr. κρυπτος kruptos „ukryty”; θηκη thēkē „skrzynia, szkatuła, sposób pochowania”[23]. Gatunek typowy: Gastrotheca walkeri Duellman, 1980.
- Australotheca: łac. australis „południowy”, od auster, austri „południe”; θηκη thēkē „skrzynia, szkatuła, sposób pochowania”[11]. Gatunek typowy: Nototrema microdiscus Andersson, 1910.
- Edaphotheca: gr. εδαφος edaphos „dno, podstawa”; θηκη thēkē „skrzynia, szkatuła, sposób pochowania”[12]. Gatunek typowy: Gastrotheca galeata Trueb & Duellman, 1978.

### Podział systematyczny
Do rodzaju należą następujące gatunki:

- Gastrotheca abdita Duellman, 1987
- Gastrotheca aguaruna Duellman, Barley & Venegas, 2014
- Gastrotheca albolineata (Lutz & Lutz, 1939)
- Gastrotheca andaquiensis Ruiz-Carranza & Hernández-Camacho, 1976
- Gastrotheca angustifrons (Boulenger, 1898)
- Gastrotheca antomia Ruiz-Carranza, Ardila-Robayo, Lynch & Restrepo-Toro, 1997
- Gastrotheca antoniiochoai (De la Riva & Chaparro, 2005)
- Gastrotheca aratia Duellman, Barley & Venegas, 2014
- Gastrotheca argenteovirens (Boettger, 1892)
- Gastrotheca atympana Duellman, Lehr, Rodríguez & von May, 2004
- Gastrotheca aureomaculata Cochran & Goin, 1970
- Gastrotheca bufona Cochran & Goin, 1970
- Gastrotheca carinaceps Duellman, Trueb & Lehr, 2006
- Gastrotheca christiani Laurent, 1967
- Gastrotheca chrysosticta Laurent, 1976
- Gastrotheca coeruleomaculatus (Werner, 1899)
- Gastrotheca cornuta (Boulenger, 1898)
- Gastrotheca cuencana Carvajal-Endara, Coloma, Morales-Mite, Guayasamin, Székely & Duellman, 2019
- Gastrotheca dendronastes Duellman, 1983
- Gastrotheca dissimilis Vellard, 1957
- Gastrotheca dunni Lutz, 1977
- Gastrotheca dysprosita Duellman, 2013
- Gastrotheca elicioi Carvajal-Endara, Coloma, Morales-Mite, Guayasamin, Székely & Duellman, 2019
- Gastrotheca ernestoi Miranda-Ribeiro, 1920
- Gastrotheca espeletia Duellman & Hillis, 1987
- Gastrotheca excubitor Duellman & Fritts, 1972
- Gastrotheca fissipes (Boulenger, 1888)
- Gastrotheca flamma Juncá & Nunes, 2008
- Gastrotheca flavodactyla Echevarría, Paluh, García Ayachi, Venegas, Catenazzi, Pradel & Castroviejo-Fisher, 2022
- Gastrotheca fulvorufa (Andersson, 1911)
- Gastrotheca galeata Trueb & Duellman, 1978
- Gastrotheca gemma Venegas, García Ayachi, Echevarría, Paluh, Chávez-Arribasplata, Marchelie & Catenazzi, 2021
- Gastrotheca gracilis Laurent, 1969
- Gastrotheca griswoldi Shreve, 1941
- Gastrotheca guentheri (Boulenger, 1882)
- Gastrotheca helenae Dunn, 1944
- Gastrotheca lateonota Duellman & Trueb, 1988
- Gastrotheca litonedis Duellman & Hillis, 1987
- Gastrotheca lojana Parker, 1932
- Gastrotheca longipes (Boulenger, 1882)
- Gastrotheca marsupiata (A.M.C. Duméril & Bibron, 1841) – torbówka workowata[24]
- Gastrotheca megacephala Izecksohn, Carvalho-e-Silva & Peixoto, 2009
- Gastrotheca microdiscus (Andersson, 1910)
- Gastrotheca monticola Barbour & Noble, 1920
- Gastrotheca nebulanastes Duellman, Catenazzi & Blackburn, 2011
- Gastrotheca nicefori Gaige, 1933
- Gastrotheca ochoai Duellman & Fritts, 1972
- Gastrotheca oresbios Duellman & Venegas, 2016
- Gastrotheca orophylax Duellman & Pyles, 1980
- Gastrotheca ossilaginis Duellman & Venegas, 2005
- Gastrotheca ovifera (Lichtenstein & Weinland, 1854) – rzekotka wylęgarka[25]
- Gastrotheca pacchamama Duellman, 1987
- Gastrotheca pachachacae Catenazzi & von May, 2011
- Gastrotheca peruana (Boulenger, 1900)
- Gastrotheca phalarosa Duellman & Venegas, 2005
- Gastrotheca phelloderma Lehr & Catenazzi, 2011
- Gastrotheca plumbea (Boulenger, 1882)
- Gastrotheca prasina Teixeira, Vechio, Recoder, Carnaval, Strangas, Damasceno, Sena & Rodrigues, 2012
- Gastrotheca pseustes Duellman & Hillis, 1987
- Gastrotheca psychrophila Duellman, 1974
- Gastrotheca pulchra Caramaschi & Rodrigues, 2007
- Gastrotheca rebeccae Duellman & Trueb, 1988
- Gastrotheca recava Teixeira, Vechio, Recoder, Carnaval, Strangas, Damasceno, Sena & Rodrigues, 2012
- Gastrotheca riobambae (Fowler, 1913)
- Gastrotheca ruizi Duellman & Burrowes, 1986
- Gastrotheca spectabilis Duellman & Venegas, 2016
- Gastrotheca splendens (Schmidt, 1857)
- Gastrotheca stictopleura Duellman, Lehr & Aguilar, 2001
- Gastrotheca testudinea (Jiménez de la Espada, 1870)
- Gastrotheca trachyceps Duellman, 1987
- Gastrotheca trachyplevra Echevarría, Paluh, García Ayachi, Venegas, Catenazzi, Pradel & Castroviejo-Fisher, 2022
- Gastrotheca turnerorum Carvajal-Endara, Coloma, Morales-Mite, Guayasamin, Székely & Duellman, 2019
- Gastrotheca walkeri Duellman, 1980
- Gastrotheca weinlandii (Steindachner, 1892)
- Gastrotheca williamsoni Gaige, 1922
- Gastrotheca yacuri Carvajal-Endara, Coloma, Morales-Mite, Guayasamin, Székely & Duellman, 2019
- Gastrotheca zeugocystis Duellman, Lehr, Rodríguez & von May, 2004